# 盘浦站
盤浦站（：／ Banpo yeok */?）是首爾地鐵7號線沿線的一座地下車站，位於韓國首爾特別市瑞草區盤浦洞與蠶院洞的邊界。

## 車站結構
站體為2面2線側式月台的地下車站，候車月台設有月台幕門，並有6處出口。

### 月台配置
| 論峴 ↑           |
| \| 上            |
| ↓ 高速巴士客運站 |

| 月台 | 路線           | 目的地                                         |
| ---- | -------------- | ---------------------------------------------- |
| 上行 | ●首爾地鐵7號線 | 江南區廳、泰陵、孔陵、長岩方向                 |
| 下行 | ●首爾地鐵7號線 | 梨水、南城、新大方丁字路口、富平區廳、石南方向 |

## 歷史
- 2000年8月1日：落成啟用。

## 車站周邊
- 京院中學
- 京釜高速公路蠶院交流道
- 首爾高速巴士客運站
- 中小企業銀行
- GOTOMALL（朝鲜语：고투몰）地下商街
- NewCore Outlet（朝鲜语：뉴코아아울렛）江南店
- 砂平站
- 蠶院站

## 圖片

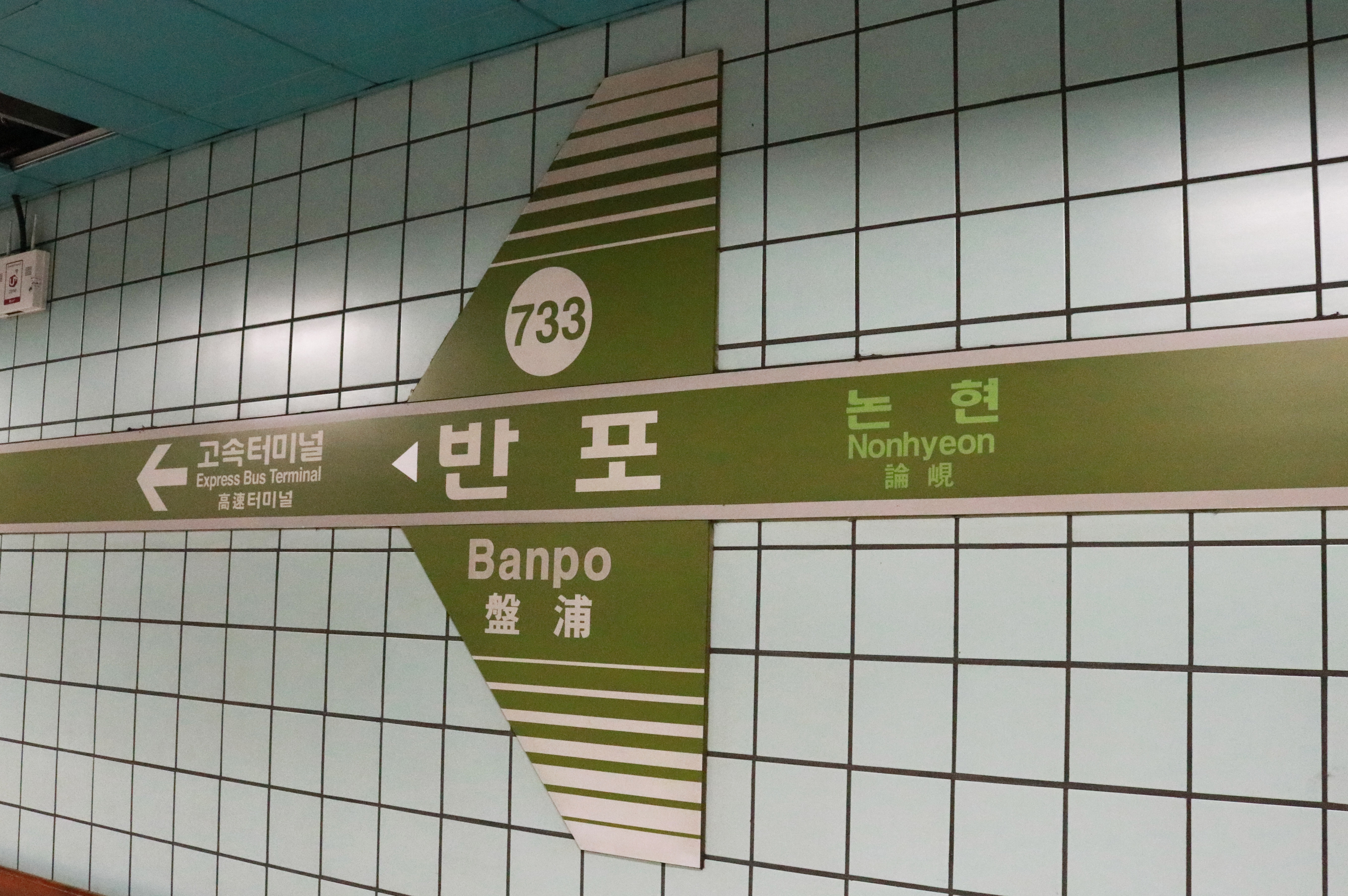
站名牌
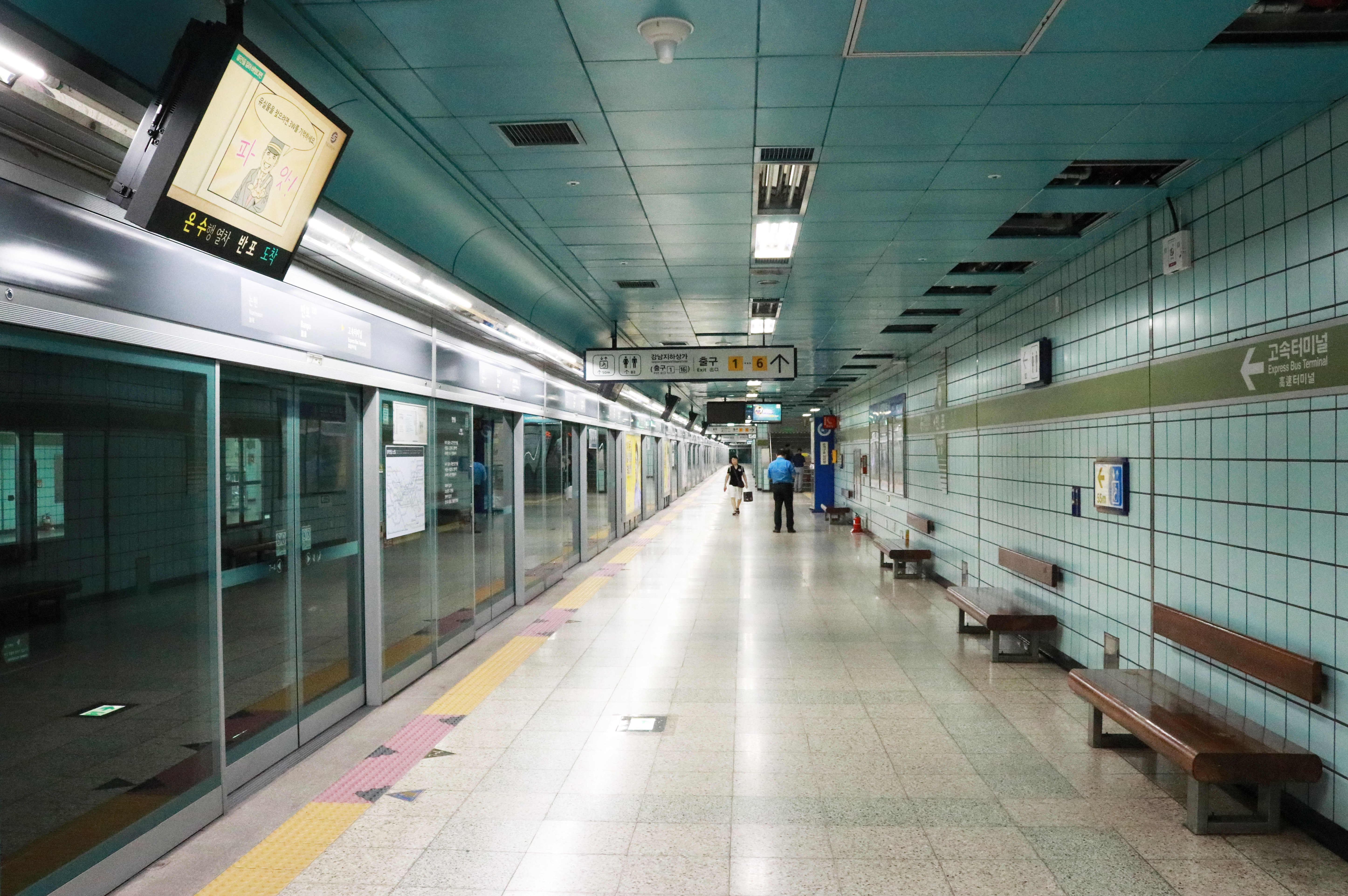
候車月台（往石南方向）
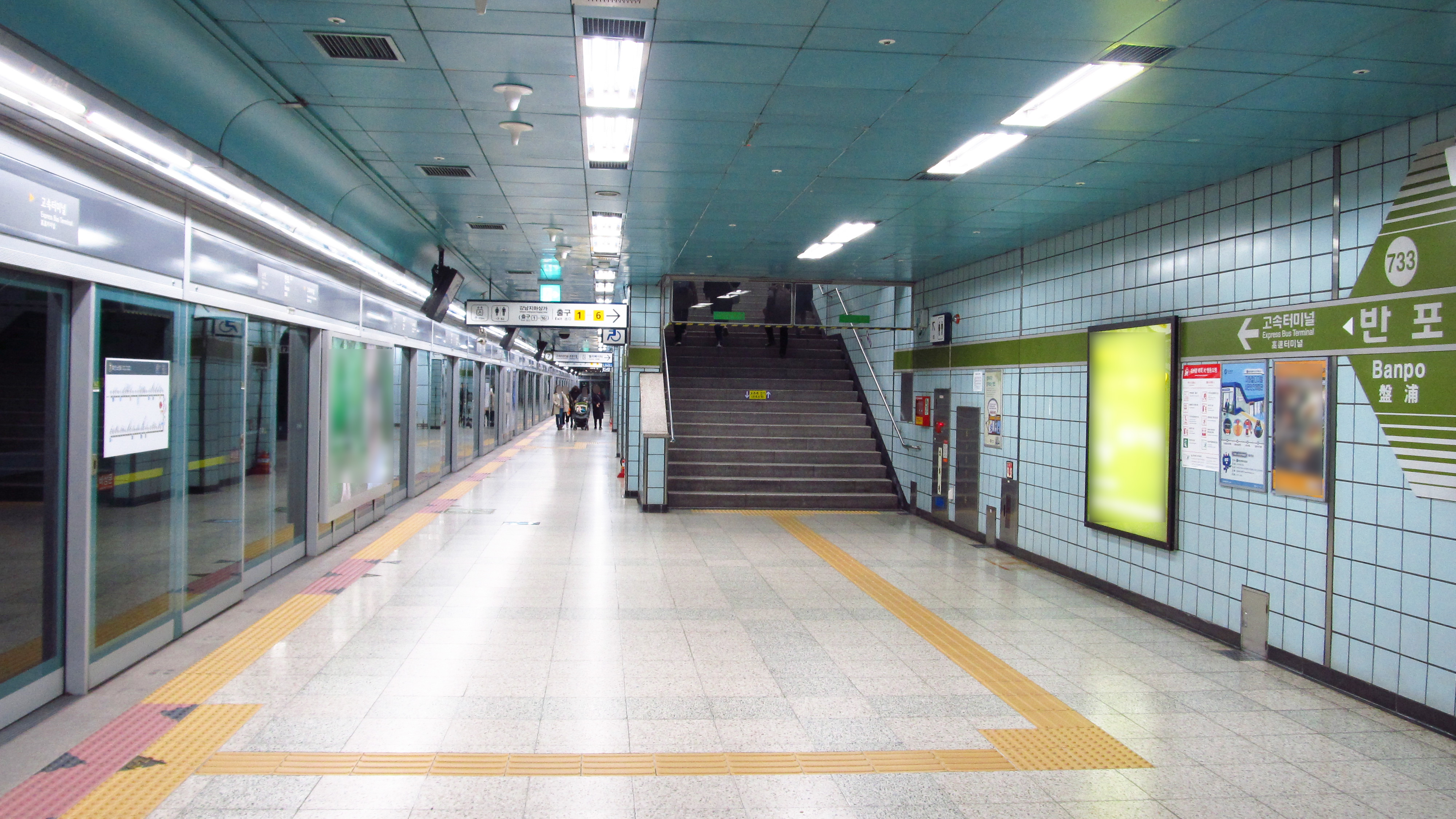
候車月台（往長岩方向）
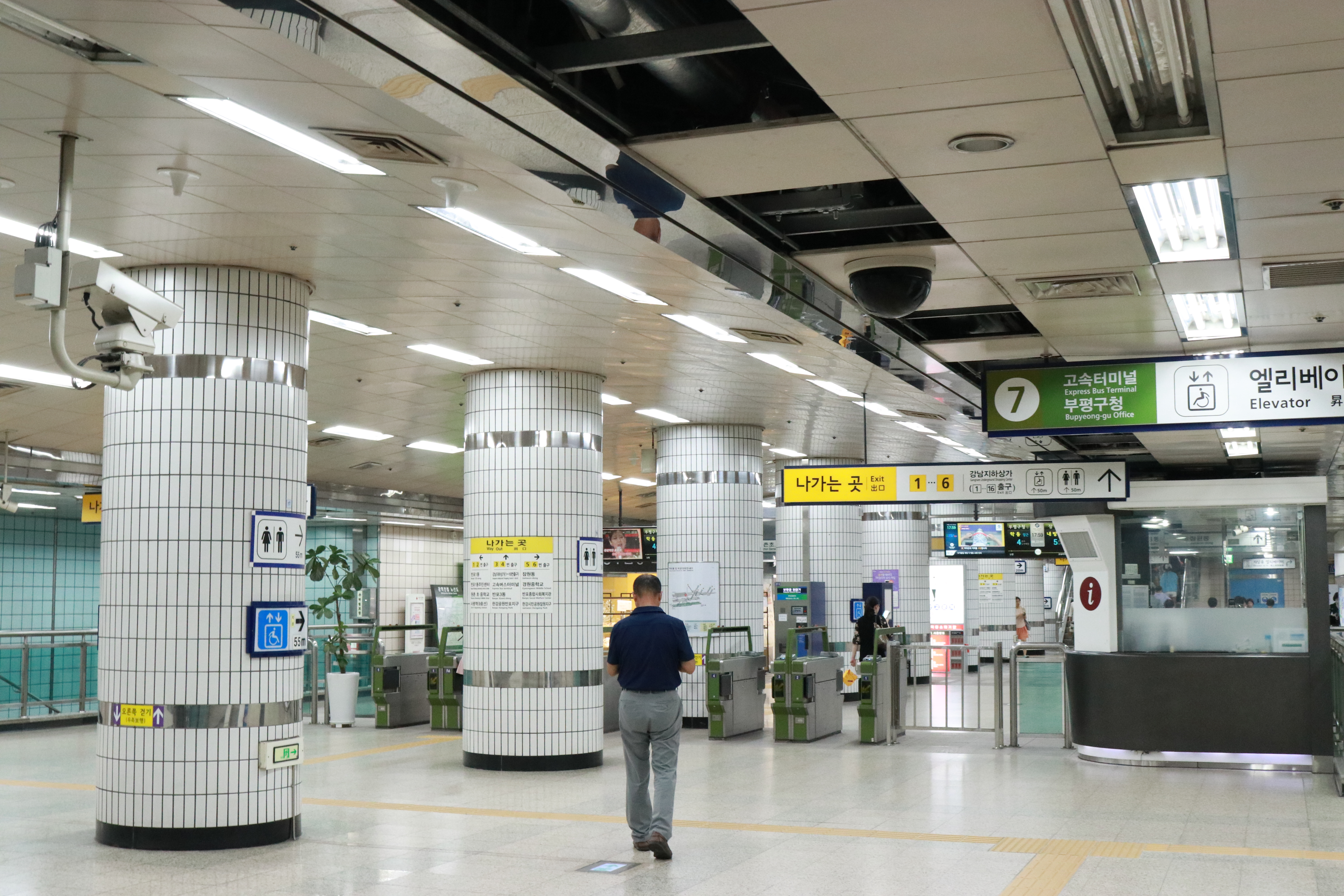
車站大廳
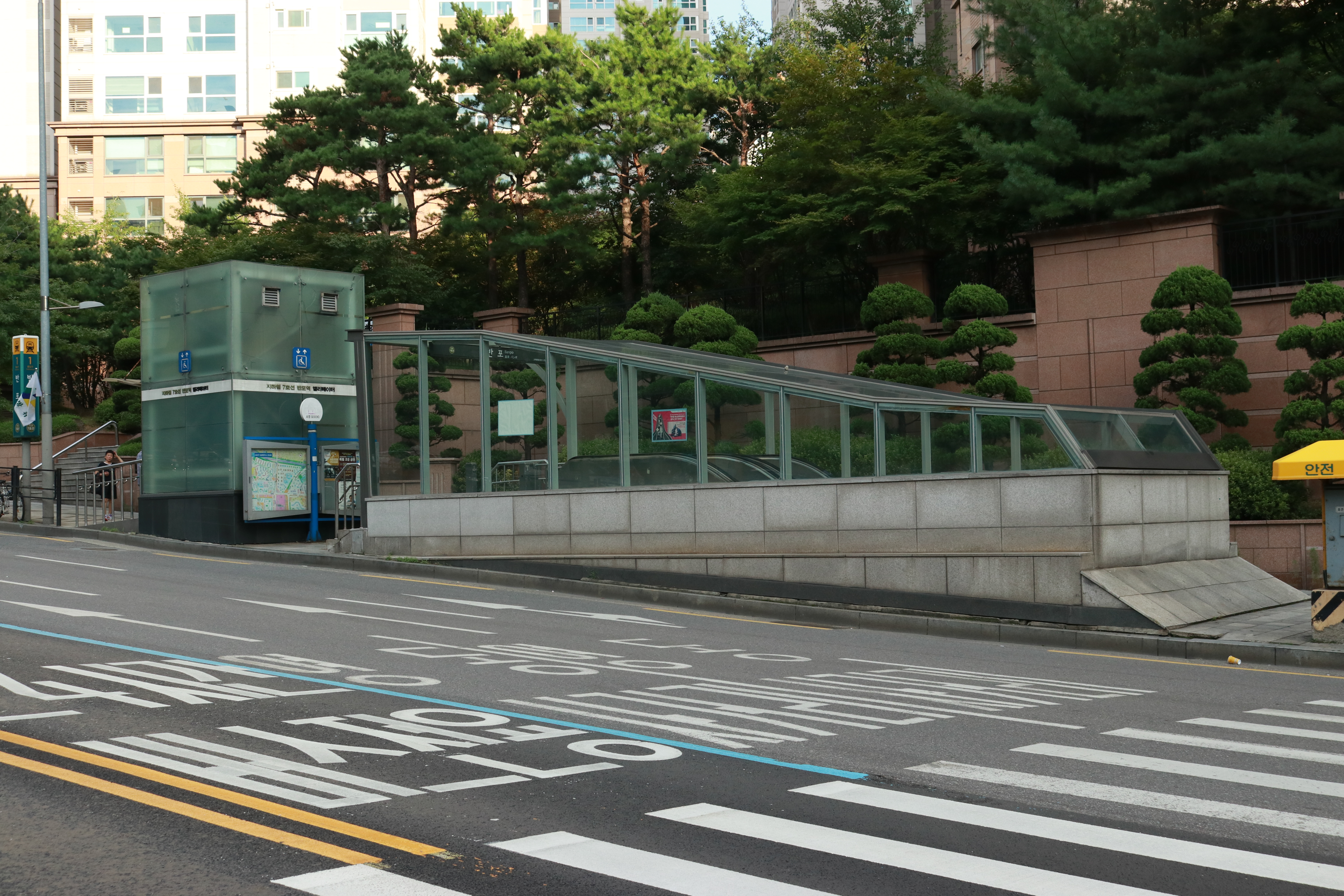
1號出口
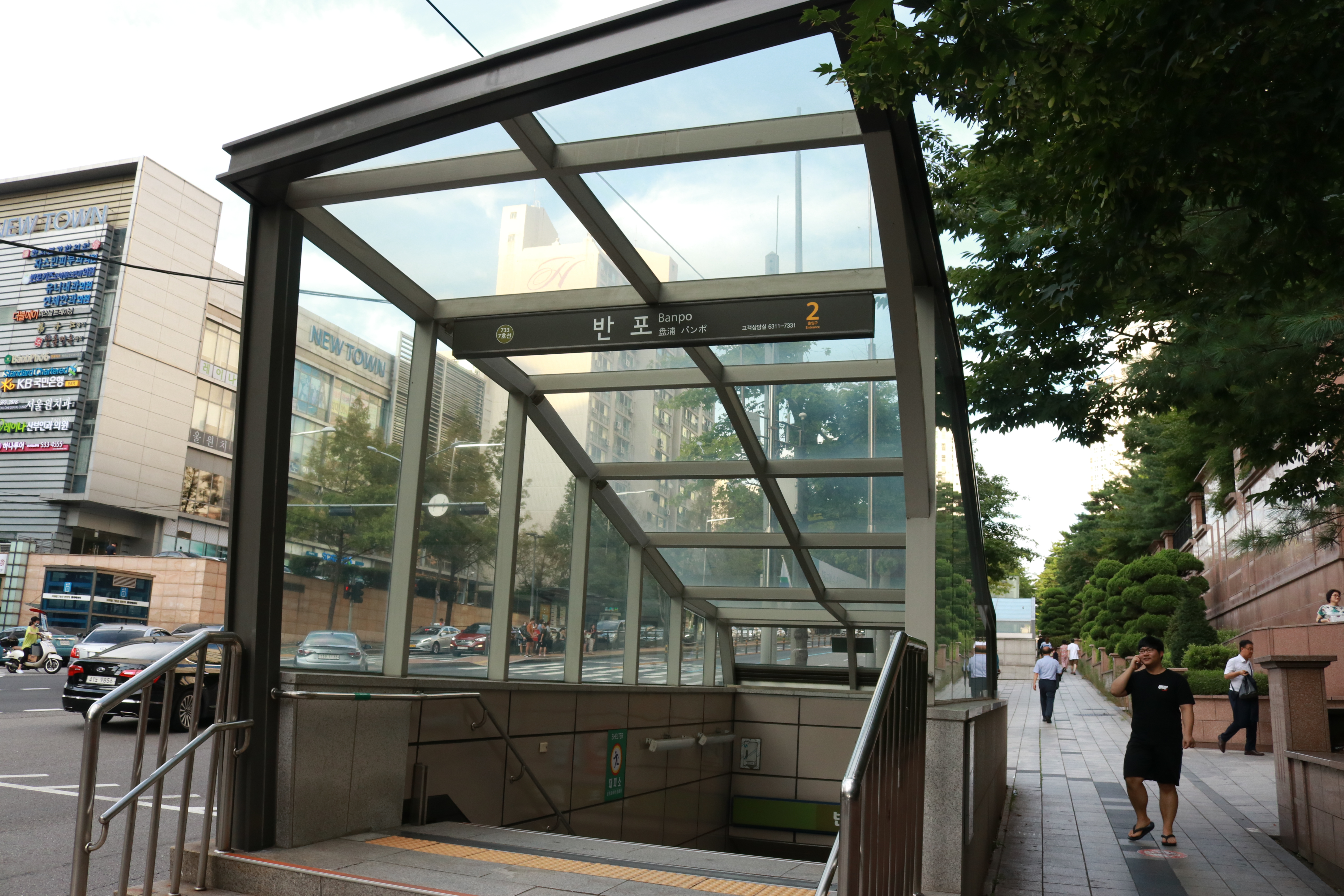
2號出口
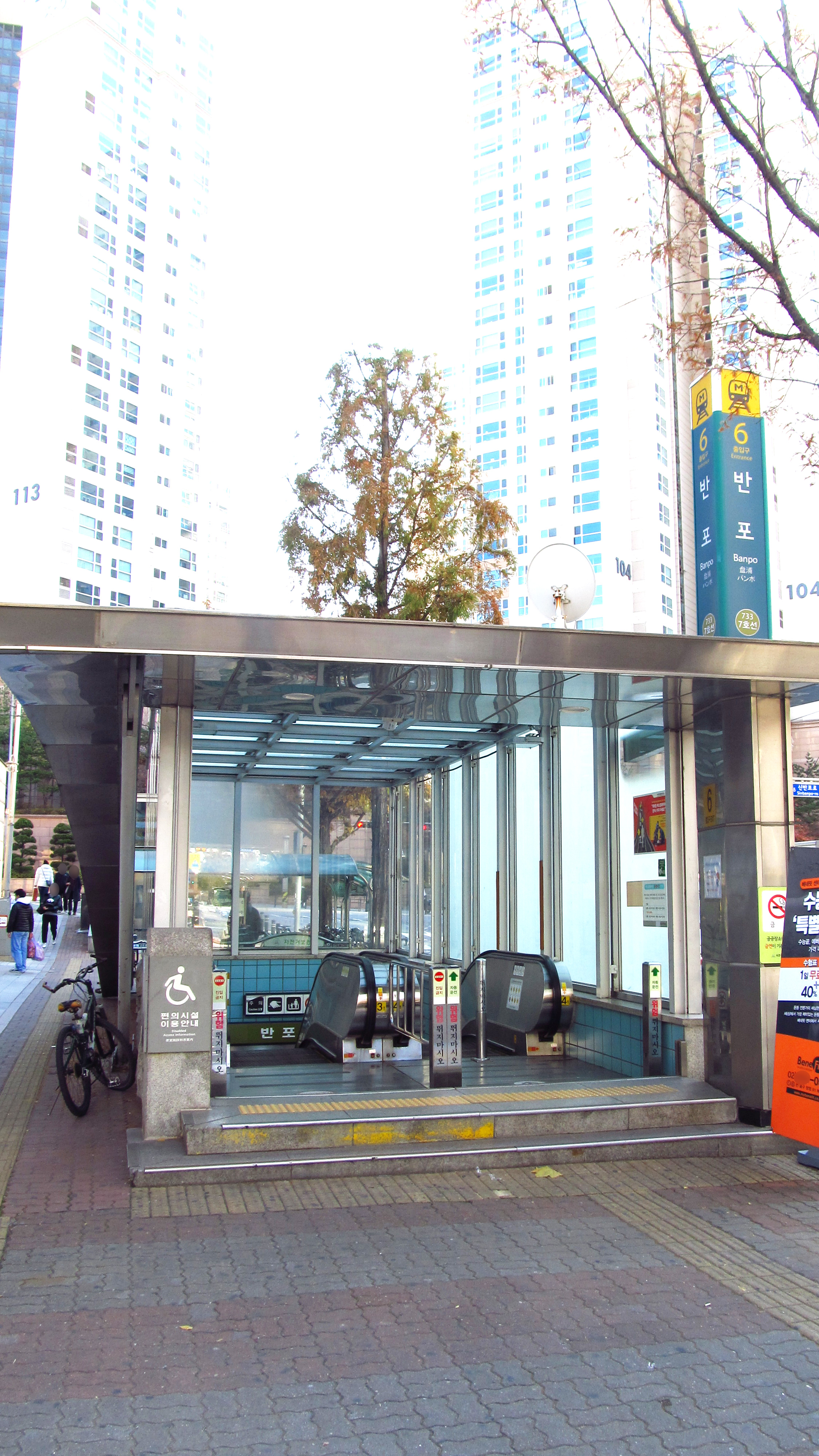
6號出口

## 相鄰車站
首爾交通公社
●首爾地鐵7號線
論峴（732）－盤浦（733）－高速巴士客運站（734）